# Mae Dahlberg
Charlotte Mae Dahlberg (née le 24 mai 1888 à Brunswick (Melbourne), en Australie — décédée en 1969 à New York aux États-Unis) était une actrice australienne de cinéma muet, de music-hall et de vaudeville. Elle a vécu avec Arthur Stanley Jefferson, plus connu sous le nom de Stan Laurel, entre 1917 et 1925.

## Biographie
En 1917, l'actrice, connue sous le nom de Mae Dahlberg, joue avec Jefferson leur premier film de leur carrière, Nuts in May. Elle lui conseille alors de prendre le pseudonyme de « Stan Laurel » pour ses futurs films. Les deux acteurs vivent alors ensemble pendant des années, sans pour autant se marier, Dahlberg étant déjà mariée en Australie à un certain Cuthbert. Elle porte le pseudonyme de Mae Laurel dans plusieurs films.
Trouvant que Stan Laurel ne tourne pas aussi vite qu'il le voudrait, Joe Rock avec qui il est en contrat propose en 1925 à Mae Dahlberg une somme d'argent et un billet sans retour pour son pays natal, occasion qu'elle accepte et qui met fin à sa carrière.

## Filmographie
- 1917 : Nuts in May, de Robin Williamson
- 1918
  - Huns and Hyphens
  - Bears and Bad Men
- 1922
  - Mud and Sand
  - The Pest
- 1923
  - When Knights Were Cold
  - Under Two Jags
  - Frozen Hearts
  - The Soilers
  - Mother's Joy
- 1924
  - Near Dublin
  - Rupert of Hee Haw
  - Wide Open Spaces (sous le nom de Mae Laurel)